# 舍拉萊阿德豪拉區
35°56′24″N 3°24′36″E / 35.94000°N 3.41000°E
舍拉萊阿德豪拉區（阿拉伯语：‎），是阿爾及利亞的行政區，位於該國北部，由麥迪亞省負責管轄，首府設於舍拉萊阿德豪拉，面積669平方公里，2008年人口58,138人，人口密度每平方公里87人。